# Birgit Schmidt (Literaturhistorikerin)
Birgit Schmidt (* 1960 in Mülheim an der Ruhr) ist eine deutsche Literaturhistorikerin. 

## Leben und Wirken
Birgit Schmidt studierte von 1980 bis 1987 in Freiburg im Breisgau Literaturgeschichte, Deutsche Philologie sowie Neuere und Neueste Geschichte. Im Jahr 2002 wurde sie im Fach Literaturgeschichte promoviert. Sie ist journalistisch und in der Erwachsenenbildungsarbeit tätig und lebt in Berlin. Ihre Beiträge erschienen in Fachzeitschriften und in Jungle World. Sie hält Vortrage zu Literatur und Geschichte der Kommunistischen Partei Deutschlands, zur kommunistischen Literatur des Exils, des Spanischen Bürgerkriegs und der frühen DDR. Im Jahr 2019 war sie Herausgeberin der kommentierten Autobiographie von Nadja Strasser.

## Publikationen (Auswahl)
- Wenn die Partei das Volk entdeckt: Anna Seghers, Bodo Uhse, Ludwig Renn u.a.; ein kritischer Beitrag zur Volksfrontideologie und ihrer Literatur. Unrast Verlag, 2002, ISBN 978-3-89771-412-0.
- „Das höchste Ehrgeizideal war, für die Freiheit gehängt zu werden“. Russische Revolutionärinnen (Widerständige Frauen). Verlag Edition AV, 2009, ISBN 978-3-86841-013-6.
- Edith Anderson, the women and the Communist Party of the USA. In: Jahrbuch für Historische Kommunismusforschung 2015. Metropol Verlag, Berlin 2015, S. 151–160.
- Ich bin kein Theoretiker, aber ich verstehe den Sozialismus ganz anders. Leben, Arbeit und Revolte des rumänischen Schriftstellers Panaït Istrati. Verlag Edition AV, 2019, ISBN 978-3-86841-216-1.
- als Hrsg. mit Kommentierung: Nadja Strasser: Von Etappe zu Etappe: Die Jugend einer jüdischen Sozialistin im Schtetl (1871–1896) – eine Autobiographie. Böhlau, Wien 2019, ISBN 978-3-412-51521-8.